# 巴莫方胸蛛
巴莫方胸蛛（学名：Thiania bhamoensis）为跳蛛科方胸蛛属的动物。分布于东南亚地区以及中国大陆的广东、云南等地。